# Effetto Dragan

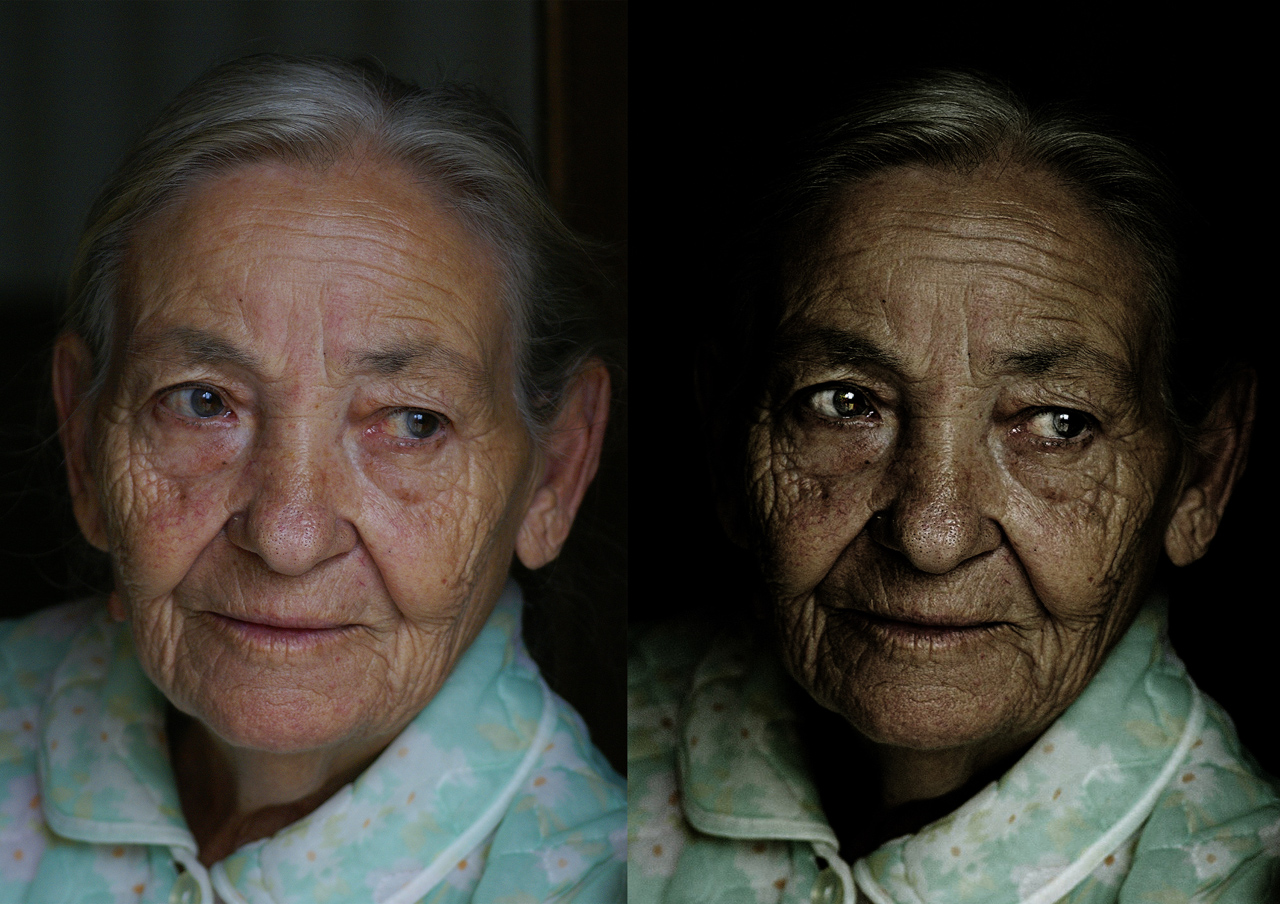
Esempio di effetto Dragan

L'effetto Dragan prende il nome dal fotografo polacco Andrzej Dragan. Questo effetto, simile al bleach bypass (sbiancamento alla candeggina) usato nel cinema, consiste nella manipolazione digitale di un'immagine, in modo da renderla più drammatica.
Le caratteristiche principali di una foto draganizzata sono:
- aumento esagerato del contrasto
- aumento della nitidezza di piccoli dettagli quali rughe e peli
- colore dell'incarnato alterato, solitamente verso il verdognolo o grigiastro

## L'effetto Dragan nel cinema
Il film 300, girato interamente in digitale nel 2007, fa largo uso dell'effetto Dragan.